# Pero Gazilj
Pero Gazilj (Uskoplje, 10. siječnja 1981.) je hrvatski kickboksač i trener.

## Karijera
Kickboxing trenira od 1992. godine. U kadetskoj i juniorskoj konkurenciji je bio četiri puta državni prvak. Četverostruki je seniorski prvak svijeta u kickboxingu u kategoriji do 94 kg - semi contact. Taj uspjeh je ostvario na WAKO svjetskim prvenstvima 2005. u Segedu, 2007. u Coimbri, 2009. u Riminiju, te 2011. u Dublinu.
U Makarskoj je trener u kickboxing klub Mawashi, a nastupao je za splitski Mornar od 2006. godine.
Umirovio se dva mjeseca prije nego što bi 2013. u Antaliyi branio titulu svjetskog prvaka.

## Privatni život
Kada je započeo rat u Uskoplju s obitelji je otišao u Malinsku na otoku Krku. 1997. se preselio u Makarsku. Oženjen je i ima dvije kćeri Lorenu i Petru.